# Novecento (monólogo)
Novecento es un monólogo teatral de Alessandro Baricco publicado por Feltrinelli en 1994. Baricco lo escribió para ser interpretado por Eugenio Allegri y dirigido por Gabriele Vacis. Ellos elaboraron el espectáculo en julio de ese mismo año, siendo el estreno en el festival de Asti.
Según el autor el texto se puede definir como una vía intermedia entre «una auténtica puesta en escena y un relato para leer en voz alta».
En 2022, Baricco emitió un Token no fungible basado en la obra, llamado «Novecento». El código fuente consiste en un archivo de audio digital.

## Trama
Este monólogo de Baricco narra la singular historia de Danny Boodmann T.D. Lemon Novecento. Apenas nacido, es abandonado en el transatlánctico Virginian, y lo encuentra por casualidad Danny Boodman, un marinero negro que hará de padre para él hasta los ocho años de edad. Entonces, el padre adoptivo muere víctima de una herida ocurrida durante un temporal. El niño desaparece misteriosamente en los días sucesivos a la muerte del padre y cuando reaparece empieza a tocar el piano.
Se encuentra con el narrador, que también es músico, a la edad de veintisiete años, cuando éste último es contratado como trompetista en el Virginian. Esto significa el inicio de una amistad sincera y duradera, que no acabará ni siquiera cuando el narrador se va del barco.
Danny Boodman T.D. Lemon Novecento es descrito por el narrador como un hombre con grandes dotes para el aprendizaje, que vive a través de los deseos y pasiones de los demás, que se realiza con la música, que vive suspendido entre el piano y el mar, con el que se es capaz de revivir cada viaje, cada sensación que le cuentan los pasajeros del barco de vapor.
Desde la música, más concretamente desde el piano, no encontrará nunca la manera de deshabituarse, no conseguirá nunca superar el miedo a amar y a crear raíces. Dominado por el miedo de no conseguir ver, ni siquiera de lejos, un final del mundo fuera del barco de vapor; por eso dedica su existencia a tocar, para liberar los corazones de los pasajeros de la preocupación por el miedo a la inmensidad del océano.
Más que alcanzar un compromiso con la vida, prefiere seducir a sus propios sueños, a sus propias esperanzas, y dejarse explotar con el transatlántico que siempre ha conocido sus temores y vigilado sus deseos.

## Transposiciones
En 1998, sobre esta historia se hizo una película, La leyenda del pianista en el océano de Giuseppe Tornatore.
En 2004, la banda de metal sinfónico austriaca Edenbridge, incluyó en su cuarto album, "Shine", el tema "Centennial Legend", inspirado en Novecento.
En 2008, el libro traspuso al cómic en el número 2737 del semanal italiano Topolino.